# Gemerská Hôrka
Gemerská Hôrka (hongrois : Gömörhorka) est un village de Slovaquie situé dans la région de Košice.

## Histoire
La première mention écrite du village date de 1413.
La localité fut annexée par la Hongrie après le premier arbitrage de Vienne le 2 novembre 1938. En 1938, on comptait 1 079 habitants dont 18 d'origine juive. Elle faisait partie du district de Tornaľa (hongrois : Tornaljai járás). Le nom de la localité avant la Seconde Guerre mondiale était Gemerská Horka/Gömör-Horka. Durant la période 1938 - 1945, le nom hongrois Özörény était d'usage. À la libération, la commune a été réintégrée dans la Tchécoslovaquie reconstituée.

## Démographie

### Évolution de la population
| Année:               | 1994. | 2004.   | 2014.   | 2024.   |
| -------------------- | ----- | ------- | ------- | ------- |
| Nombre de personnes: | 1284  | 1334    | 1319    | 1266    |
| Différence:          |       | +3,89 % | -1,12 % | -4,01 % |

| Année:               | 2023. | 2024.   |
| -------------------- | ----- | ------- |
| Nombre de personnes: | 1272  | 1266    |
| Différence:          |       | -0,47 % |